# تيريزا تايلور
تيريزا تايلور (بالإنجليزية: Teresa Taylor)‏ هي موسيقية أمريكية، ولدت في 1962 في أرلينغتون في الولايات المتحدة.